# Río Sec
El río Sec nace en el municipio de Matadepera, dentro del Parque natural de San Lorenzo del Munt y del Obac, y atraviesa transversalmente el Vallés hasta desembocar en el río Ripoll. Pasa por los municipios de Tarrasa, Sabadell, San Quirico de Tarrasa, Badia del Vallès, Cerdanyola del Vallés y Ripollet.

## Calidad del agua
El origen de su nombre radica en su cauce seco en determinadas épocas del año, presentando fuertes y súbitas crecidas estacionales. Actualmente su caudal oscila entre los 35.000 y los 45.000 m³/día a su paso por Sardañola debido a que constituye un vertedero de las aguas residuales domésticas, industriales y de los equipamientos de los municipios situados a lo largo de su curso, que utilizan en su mayoría agua procedente de la cuenca del Ter.
La ya histórica degradación de la calidad de sus aguas, sólo sensiblemente mejorada desde la construcción, en 1992, de la depuradora de Sant Pau del Riu Sec, ha sido motivo de continuas quejas vecinales debido a los malos olores, sobre todo en verano. Todo esto ha llevado a las diferentes administraciones competentes a plantearse una serie de planes de mejora encaminados asimismo a la recuperación paisajística de su entorno y a la prevención de los efectos de las riadas.